# Kaya Hill
Der Kaya Hill ist ein 132 m hoher Hügel auf King George Island im Archipel der Südlichen Shetlandinseln. Er ragt am südlichen Ende der Barton-Halbinsel an der Maxwell Bay etwa auf halbem Weg zwischen dem Auraji Valley und dem Narębski Point auf.
Südkoreanische Wissenschaftler benannten ihn deskriptiv nach einem in Korea gebräuchlichen Faltschirm.